# Il cappuccio del monaco
Il cappuccio del monaco (Monk's Hood) è un giallo storico di ambientazione medievale scritto dall'autrice britannica Ellis Peters. Si tratta del terzo romanzo in cui indaga il monaco benedettino Fratello Cadfael. Pubblicato per la prima volta in lingua inglese nel 1980 è arrivato nelle librerie italiane nel 1992, tradotto da Riccardo Valla.

## Trama
Le vicende del romanzo hanno luogo nel dicembre del 1138, pochi mesi dopo gli avvenimenti del precedente romanzo. L'abate dell'abbazia di Shrewsbury, Heribert, è chiamato a presenziare al sinodo indetto a Londra da Alberico da Ostia (inviato del Papa Innocenzo). Quando l'abate è lontano, un uomo viene ucciso con un preparato di fratello Cadfael. Tale medicamento difatti, se spalmato, lenisce i dolori alle articolazioni, ma se ingerito è quasi sempre fatale. Infatti, contiene il potentissimo veleno ricavato dalla pianta chiamata aconito, anche detta "cappuccio del monaco" che ha effetti benefici solo con un uso esterno.
La vittima è un ricco feudatario, Gervase Bonel, appena trasferitosi a vivere insieme alla moglie in una delle abitazioni dell'abbazia di Shrewsbury. Egli ha infatti deciso di donare  a quest'ultima tutte le proprietà che possiede (compreso il vicino castello di Mallilie) in cambio di vitto e alloggio per lui e per la moglie Richildis. Gervase ha preso questa decisione con l'intento di defraudare dell'eredità il figliastro quindicenne Edwin, nato dal primo matrimonio della moglie, con il quale egli non è mai andato d'accordo.
Dopo la morte di Bonel, viene rivelato che la moglie era stata la prima fidanzata di fratello Cadfael. Ella lo aveva aspettato a lungo prima di sposarsi con il padre di Edwin, mentre Cadfael prima combatteva come crociato in Terra Santa e si dava poi alla vita da marinaio.
I sospetti dell'incaricato dello sceriffo cadono subito sul figliastro, sebbene egli non sia l'unico ad aver avuto accesso al veleno e che i moventi e i sospettati abbondino. Spetta così a fratello Cadfael districare l'intrigo.

## Adattamento televisivo
Nella serie televisiva britannica Cadfael – I misteri dell’abbazia, prodotta dalla ITV, ogni episodio è la trasposizione di uno dei romanzi che hanno come protagonista il monaco benedettino.  Il cappuccio del monaco è stato adattato nel quarto (e ultimo) episodio della prima stagione, intitolato La pozione.

## Errore nella prima edizione italiana
Nella prima edizione italiana vi è stato un errore nell'indicazione dell'ordinamento dei seguenti tre libri: il cappuccio del monaco, la fiera di San Pietro e due delitti per un monaco. Questi  sono rispettivamente la terza, quarta e quinta indagine di fratello Cadfael. Ciò è coerente non solo con l'iniziale pubblicazione dei libri in lingua originale, ma anche con l'arco temporale all'interno della serie. Tuttavia, come è ben visibile sulle copertine delle prime edizioni italiane essi sono rispettivamente indicati come:
- Due delitti per un monaco – La terza indagine di Fratello Cadfael;[7][8]
- Il cappuccio del monaco – la quarta indagine di fratello Cadfael;[9][10]
- La fiera di San Pietro – la quinta indagine di fratello Cadfael.[11][12]

Inoltre Due delitti per un monaco è stato pubblicato per primo dalla casa editrice italiana, nel 1991, mentre gli altri due nel 1992.
Nelle ultime edizioni questa svista è stata corretta e il giusto ordine ripristinato.

## Edizioni italiane
- Ellis Peters, Il cappuccio del monaco, Traduzione di Riccardo Valla, Milano, TEA, 1992, ISBN 88-7819-225-2.